# Fraccionamiento Lomas de Ahuatlán
Fraccionamiento Lomas de Ahuatlán är en ort i Mexiko.   Den ligger i kommunen Cuernavaca och delstaten Morelos, i den sydöstra delen av landet, 50 km söder om huvudstaden Mexico City. Fraccionamiento Lomas de Ahuatlán ligger 1 745 meter över havet och antalet invånare är 8 990.
Terrängen runt Fraccionamiento Lomas de Ahuatlán är huvudsakligen kuperad, men norrut är den bergig. Runt Fraccionamiento Lomas de Ahuatlán är det tätbefolkat, med 881 invånare per kvadratkilometer. Närmaste större samhälle är Cuernavaca, 4,2 km sydost om Fraccionamiento Lomas de Ahuatlán. I omgivningarna runt Fraccionamiento Lomas de Ahuatlán växer i huvudsak blandskog.